# Эльбрус (село)
Эльбру́с — село в Эльбрусском районе республики Кабардино-Балкарии. Административный центр муниципального образования «Сельское поселение Эльбрус».

## Этимология
В старых источниках поселение упоминается как Ялбуз — одно из названий горы Эльбрус, сохранившейся в грузинском языке. Само же слово Ялбуз восходит к древнетюркским словам: ял — «грива», буз — «лёд», то есть «гривистый лёд».

## Географическое положение

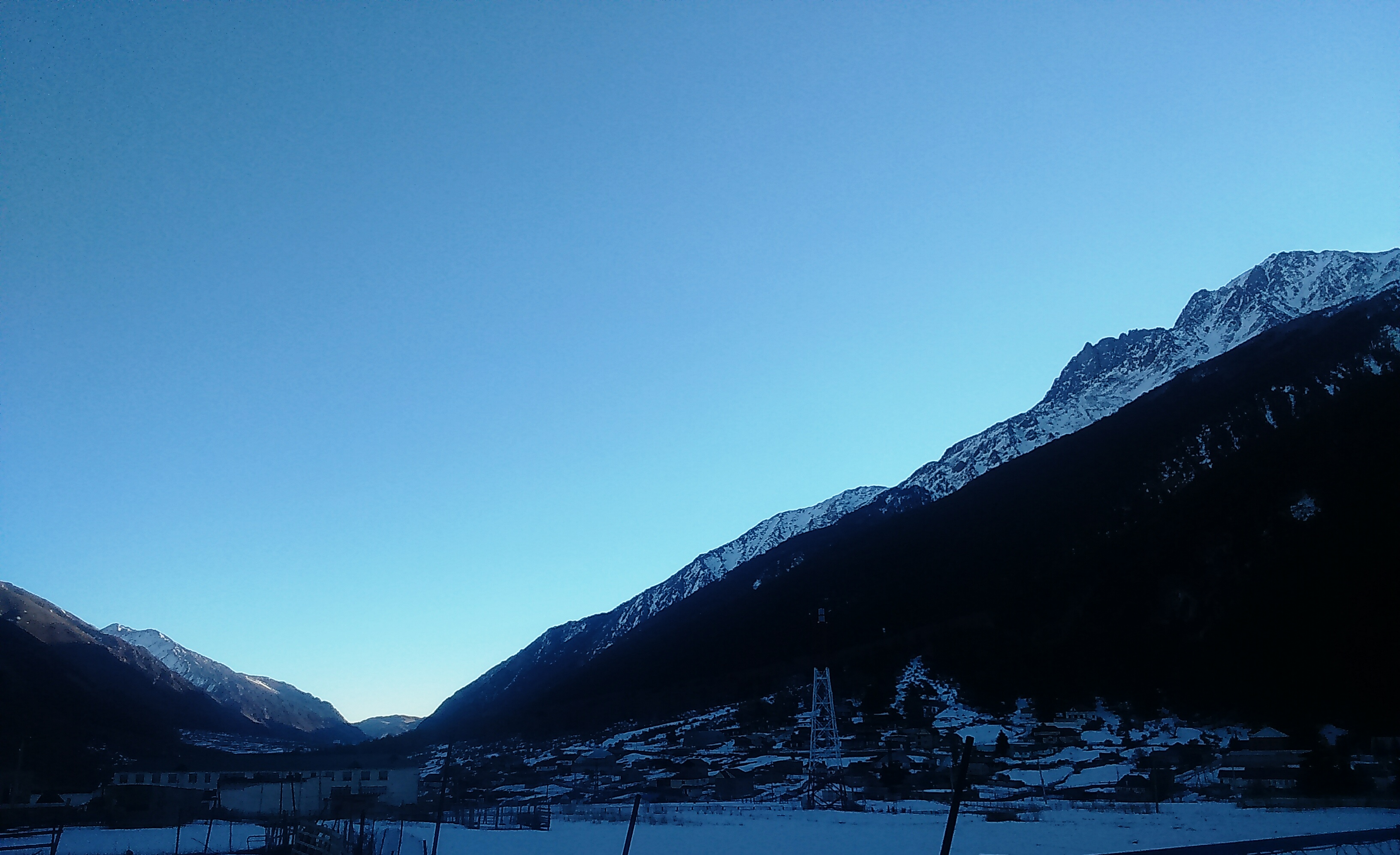
Вид на правобережную часть села

Село расположено в южной части Эльбрусского района, в долине реки Баксан. Находится в 25 км к югу от районного центра Тырныауз и в 18 км к востоку от горы Эльбрус.
Граничит с землями населённых пунктов: Нейтрино на севере и Тегенекли на юге. К юго-западу находилось упразднëнное село Тамариани.
Село находится в высокогорной части республики. Фактически вся территории села расположена в долине Баксанского ущелья. Рельеф местности представляет собой в основном горные хребты и ущелья. Средние высоты на территории села составляют 1775 метров над уровнем моря. Наивысшей точкой является гора Губасанты (3659 м), расположенное к западу от села. К востоку от села тянется популярное у туристов — ущелье Адыл-Су.
Гидрографическая сеть представлены рекой Баксан. Слева в него впадает река Ирик, справа река Адыл-Су, а также ряд более мелких речек стекающих с окрестных хребтов через территорию села. В окрестностях села также имеются нарзанные источники.
Климат горный. Средние температуры колеблятся от +13°С в июле, до −5,5°С в январе. Среднегодовое количество осадков составляет 920 мм. Снег в долине лежит в период с октября по апрель. Особо опасен дующий весной, с гор в долины горячий сухой ветер — фён, чья скорость может достигать 25-30 м/с.

## История
В 1930 году несколько аулов располагавшихся на месте современного села, были объединены в Эльбрусский Сельский Совет, которому затем были административно подчинены и другие населённые пункты, располагавшиеся к югу от него.
В период Второй мировой войны поселение было занято гитлеровскими частями, во время их прохода через Баксанское ущелье для водружения флага третьего рейха над Эльбрусом.
Советские войска восстановили контроль над селом в начале 1943 года. Однако через год, в марте 1944 года балкарцы были депортированы в Центральную Азию, территория района была передана в состав Грузинской ССР, а населённый пункт получил название Иалбузи.
В 1957 году решением Верховного Совета СССР, балкарцам было разрешено вернуться на свои прежние места проживания. В том же году восстановленное село было включено в состав Городского Совета города Тырныауз.
В 1958 году указом Президиума Верховного Совета РСФСР селение Иалбузи переименовано в Эльбрус.
В 1962 году село получило статус посёлка городского типа.
В 1995 году с образованием Эльбрусского района и переводом города Тырныауз из республиканского подчинения в районное, посёлок Эльбрус был выделен из горсовета Тырныауз и включен в состав новообразованного района. В том же году посёлку возвращен статус села.

## Население
| 1970 | 1979  | 1989  | 2002  | 2010  | 2021  |
| ---- | ----- | ----- | ----- | ----- | ----- |
| 3382 | ↘1394 | ↗2140 | ↗3375 | ↘3137 | ↗3818 |

Плотность — 60.6 чел./км²
Национальный состав
По данным Всероссийской переписи населения 2010 года:
| Народ      | Численность, чел. | Доля от всего населения, % |
| ---------- | ----------------- | -------------------------- |
| балкарцы   | 2793              | 89,0 %                     |
| кабардинцы | 134               | 4,3 %                      |
| русские    | 124               | 4,0 %                      |
| другие     | 86                | 2,7 %                      |
| всего      | 3137              | 100 %                      |

По данным Всероссийской переписи населения 2021 года:
| Народ               | Численность, чел. | Доля от всего населения, % |
| ------------------- | ----------------- | -------------------------- |
| балкарцы            | 3 497             | 91,59 %                    |
| русские             | 125               | 3,27 %                     |
| кабардинцы          | 116               | 3,04 %                     |
| другие / не указано | 80                | 2,10 %                     |
| всего               | 3 818             | 100,0 %                    |

## Образование
- Средняя школа № 1 — ул. Школьная, 4[11].
- Детский сад № 1

## Здравоохранение
- Участковая больница
- Стационарный пункт

## Культура
- Дом Культуры сельского поселения Эльбрус.

## Ислам
- Сельская мечеть

## Туризм
На территории села и в долине ущелья Адыл-Су функционируют несколько турбаз и альплагерей:
Турбазы:
- База № 1
- База отдыха Кабардино-Балкарского Государственного Университета (КБГУ)
- Гляциологическая база МГУ им. Ломоносова
- Турбаза «Зелёная Гостиница»
- Турбаза «Эльбрус»

Альплагеря:
- Альплагерь «Адыл-Су»
- Альплагерь «Шхельда»
- Альплагерь «Эльбрус»
- Лагерь «Джан-Туган»
- Лагерь «Нижний Джан-Туган»

## Улицы
| Улицы и переулки села: |            |
| Улицы                  | Переулки   |
| Лесная                 | Больничный |
| Мусукаева              | Бука       |
| Согаева                | Горный     |
| Школьная               |            |
| Эльбрусская            |            |